# 絵恋空
絵恋 空（えれん そら、1月12日 - ）は、日本のAV女優。C-moreエンターテインメント所属。別名義にぽこまる、三崎なながある。

## 来歴
2023年3月、「三崎なな」名義でMOODYZ（ムーディーズ）専属女優としてAVデビュー。当時の事務所はバンビプロモーション。
2024年5月1日、「ぽこまる」としてX（旧ツイッター）を開始。またC-moreエンターテインメントへ事務所を移籍。8月3日に「絵恋空（えれんそら）」に改名し、AV女優として再デビューすることを明らかにした。
2024年8月12日週FANZA通販フロアランキングにて、『新人 元 神待ち少女 絵恋空 AV DEBUT』（FALENO）が初登場4位にランクイン。
2024年10月14日週FANZAレンタルフロアランキングにおいて、デビュー作が初登場4位にランクイン。10月28日週同ランキングでも10位にランクインするなどロングヒットとなった。

## 人物
- 大学では心理学を学び[8]、韓国語専攻であった[9]。また、負けず嫌いな性格で、子供の頃はクラシックバレエ、ピアノ、進学塾などの習い事を掛け持ちしていた[10]。
- 趣味はアニメ鑑賞[11]。特技は人生相談[12]。
- デビュー前にやっていたTikTokアカウント（現在は閉鎖済み）には、2万7千人のフォロワーがいたとされ、「TikTokのフォロワーを増やしたらもっと面白いんじゃない?」というのがAVデビューのきっかけになっている。また、カメラ前で裸になって性行為をすることにも特に抵抗はなく、中学・高校の同級生にバレるのも別に気にしていないとインタビュー内で語っている[8]。
- 小学生の頃から男子に混じって下ネタ話をしており、中学生になると周りの男子から「アイツは下ネタについてこれる女子」と認識されモテていた[10]。また、高校生の頃からオナニーのおかずとして、主に女の子が責められるようなAV作品を見ていた[8]。
- 初体験は高校2年の秋で、相手は当時付き合っていた一つ先輩の彼氏。この時点で彼とは1年以上付き合っており、もっと深い関係を築きたいと自ら自宅に誘って事に及んだが、痛さを我慢するだけで気持ちよくはなかったと振り返っている[10]。また、セックスが気持ちいいと認識するようになったのは、大学生になった頃に再会・復縁した小学5年生の時に初キスをした初彼氏との経験がきっかけになっている[10]。
- 絵恋空としての再デビュー後は、ぽこまる時期に使用していた「神待ち少女」を二つ名に使用。これは「家出した少女が優しい神様を待ち続けていた」という意味[13]。再デビュー後は「元トー横キッズ」という異名も持ち[14]、歌舞伎町を青春の場所と呼んでいる[12]。トー横時代は近隣の漫画喫茶とビジネスホテルで寝泊まりしており、ほどなく女子3人で家を借りたため塒にしていたわけではないが、路上ででんぐり返し、怪しい男を「近寄ってくんなクソジジイ」と追っ払った、赤いリキュールを戻したため「吐血だ」と騒ぎになったなど数々の逸話を持っている[12]。
- 俳優の渋江譲二はいい意味でAV女優に見えないルックス、無邪気な笑顔を特筆しており、これゆえにプレイのエロさが際立つと論評[15]。スタイルについても細身ながらEカップであることを「ソーグッド!」の言いまわして表現している[15]。また、FALENO広報のShihoは絵空のキャラクターを「礼儀正しく会話もハキハキ」と紹介[13]。一方で「冗舌にしていたのは照れ隠し」と心の中では緊張しており、その緊張が興奮表現に結びついていることを提示した[13]。

## 作品
◎はBD版発売作品。

### アダルトビデオ

#### 三崎なな 名義
MOODYZ 専属期間
- 新人 めっちゃ可愛いT●kT●e●ちゃん 三崎なな AV DEBUT（3月21日）◎
- 初めてのお泊りデート 手を繋いで、キスして、笑って、その後、時を忘れて絡み合う濃密セックス 三崎なな（4月18日）◎
- スレンダー現役女子大生が卑猥衣装と乳首責めテクでドバドバ抜きまくる回春メンズエステ 三崎なな（5月16日）[15]
- 解禁 生まれて初めてのナマ中出し性交 恥ずかしいイキすぎアへ顔に胸キュン射精 三崎なな（9月19日）◎
- 初体験ドキュメント! ぜぇ～んぶ中出し! 童貞クンがイッてるのに筆下ろし続けちゃったワタシ 三崎なな（10月17日）
- 痴漢の指マンがストライクすぎて…声も出せず糸引くほど愛液が溢れ出し堕とされた私 三崎なな（11月21日）
- 「あのクソガキJ●… 俺をバカにしやがって!」  隣人の異常性欲オヤジが大量媚薬で汗だくキメセク中出し ゴミ部屋監禁でイイナリ肉便器に堕とされた3日間 三崎なな（12月19日）

- ポルチオGスポット オーガズム瞑想おま●こ開発ドキュメント膣イキ脳イキ中出しアクメ 三崎なな（1月16日）
- 塩対応ヤル気無しパ〇活小娘をわからせるっ! 精子ぶりゅぶりゅ溢れる程の絶倫オヤジ中出しレ×プ輪姦。三崎なな（2月20日）
- 前戯好き変態教授とまさかの相部屋で何度も何度も舐め堕ちさせられクンニ沼に溺れた私… ゼミ合宿NTR21発中出し 三崎なな（3月19日）

#### 絵恋空 名義
FALENO専属期間
FALENOは『配信特化型AVメーカー』を掲げているため、先行配信開始日も記載しています。
- 新人 元 神待ち少女 絵恋空 AV DEBUT（8月10日先行配信、9月12日発売）
- 即ズボ! 串刺し! 追撃ピストン性感開発3本番! 絵恋空（9月10日先行配信、10月10日発売）
- 沼らせるステップ誘惑で放課後から朝まで男性教師を束縛するイジワル駆け引き女子●生 絵恋空（10月4日先行配信、11月7日発売）
- 推しッコス 絵恋空（11月6日先行配信、12月12日発売）
- 甘く囁きながら射精へと導くザーメンびゅるびゅる連射ソープ 絵恋空（12月6日先行配信、2025年1月9日発売）

- 小悪魔な彼女の親友に一晩中乳首をこね回されあっけなくつまみ食いされてしまう鍋パNTR 絵恋空（1月7日先行配信、2月6日発売）
- 深夜、誰もいないジムで2人きり…。汗だくで誘惑する肉食Fカップのゼロ距離密着パーソナル交尾 絵恋空（2月11日先行配信、3月6日発売）
- 1泊2日のスパルタ育成でみるみるうちに感度アップ! 乳首開発温泉旅行 絵恋空（3月18日先行配信、4月24日発売）
- 完全主観の接近淫語で脳までトロけるシコサポASMR風俗 絵恋空（4月22日先行配信、5月22日発売）
- たま～に出現するスキあり過ぎスナックママの男ハシゴべろんべろん性交 絵恋空（5月10日先行配信、6月12日発売）
- よだれだっらぁ～スクール美少女のねっちょり口づけ唾液セックス 絵恋空（6月6日先行配信、7月10日発売）
- 妻が留守の時に限って誘惑してくるれろれろキス魔メイド 絵恋空（7月4日先行配信、8月7日発売）
- SNSで応募してきたガチファンのみんなで絵恋空を真っ白に汚すファン感謝顔射祭 絵恋空（8月17日先行配信、9月25日発売）

### イメージビデオ
絵恋空 名義
- Sora 君だけのLovely sky 絵恋空（2025年1月9日、REbecca）◎

### デジタル写真集
絵恋空 名義
- 絵恋空 Rich Angel vol.1 FRIDAYデジタル写真集（2025年4月4日、講談社）
- 絵恋空 Rich Angel vol.2 100カット超完全版 FRIDAYデジタル写真集（2025年4月4日、講談社）

## 出演

### モデル
- DOLCE.pink 
  - スクールコス えちえちセーラー　H型レオタード（2025年5月29日発売）※商品着用写真モデル[17]、パッケージ写真モデル。
  - スクールコス えちえちスク水　股ホック付き ネイビー（2025年5月29日発売）※商品着用写真モデル[18]、パッケージ写真モデル。
  - スクールコス えちえち体操服 萌丈へそチラ（2025年8月29日発売）※商品着用モデル[19]、パッケージ写真モデル。
  - スクールコス えちえち体操服 編みあげレオタード（2025年8月29日発売）※商品着用モデル[20]、パッケージ写真モデル。